# الكوبة (النادرة)

تعديل مصدري - تعديل

الكوبة هي إحدى قرى عزلة مقنع الأعلى بمديرية النادرة التابعة لمحافظة إب، بلغ تعداد سكانها 354 نسمة حسب تعداد اليمن لعام 2004.